# Bronisław Wilczak
Bronisław Wilczak (ur. 14 marca 1928 w Suchowicach, zm. 12 marca 1999) – polski pułkownik i dyplomata, ambasador w Nikaragui (1988–1990).

## Życiorys
Syn Franciszka i Katarzyny. Członek Polskiej Zjednoczonej Partii Robotniczej. Od 1949 do 1988 w zawodowej służbie wojskowej. Pracował jako oficer do zleceń w ataszatów wojskowych w Pekinie (1956–1958) oraz Londynie (1961–1964). Attaché wojskowy, morski i lotniczy w Libanie (1973–1975). Od 1988 do 1990 ambasador w Nikaragui.
Pochowany na Cmentarzu Komunalnym Północnym w Warszawie.